# 比尔·爱德华兹
威廉·艾伦·爱德华兹（英語：William Allen Edwards，1971年8月28日—），美国NBA联盟前职业篮球运动员。